# Латади (остров)
Латади (на английски: Latady Island) е остров в югоизточната част на море Белингсхаузен, попадащо в акваторията на Тихоокеанския сектор на Южния океан. Островът се намира на 85 km южно от остров Шарко е на 62 km северно от полуостров Бетовен (югозападната част на остров Земя Александър I). Източното му крайбрежие е заето от шелфовия ледник Уилкинс, чрез който се свързва с остров Земя Александър I). Дължина от запад на изток 65 km, ширина до 19 km. Релефът му е равнинен и е „брониран“ от дебел леден щит.
Островът е открит на 29 декември 1929 г. по време на разузнавателен полет на американския полярен изследовател Джордж Хуберт Уилкинс, но доказателството за островното му положение е потвърдено на базата на направените аерофотоснимки през 1947 – 48 г. от американската антарктическа експедиция на Фин Роне. През 1960 г. Британския Комитет по антарктическите названия го наименува в чест на Уилям Латади (1918 – 1979), участник в експедицията на Фин Роне като фотограф и навигатор.